# Betsaida

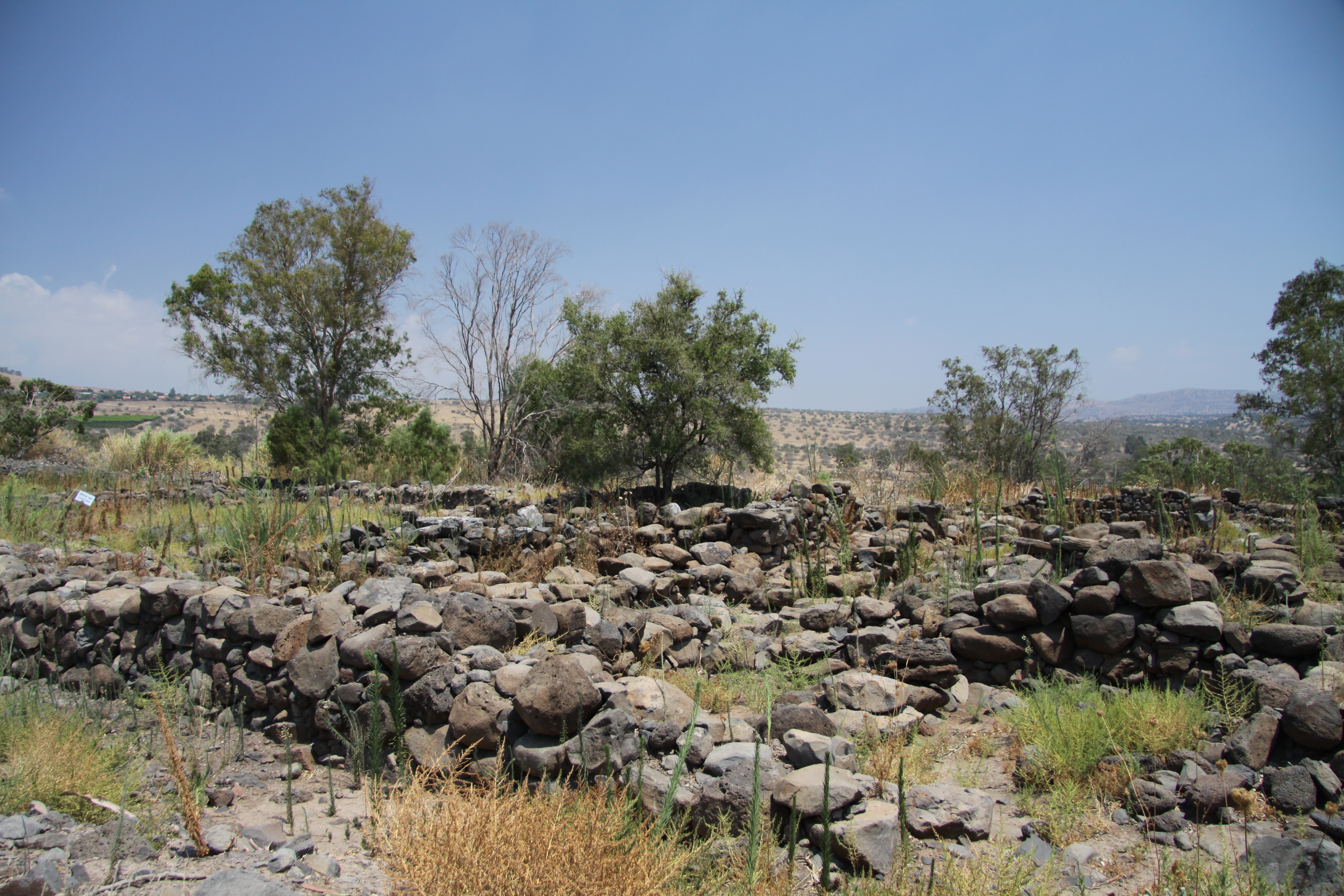
Betsaida

Betsaida o Bethsaida (en grec: Βηθσαΐδά ; de l'hebreu: Bet'shayid que significa "casa de pesca") és una vila a la vora del llac de Tiberíades a l'actual Israel que es menciona al Nou Testament. Segons la tradició cristiana prop de Betsaida Jesús va caminar sobre les aigües.

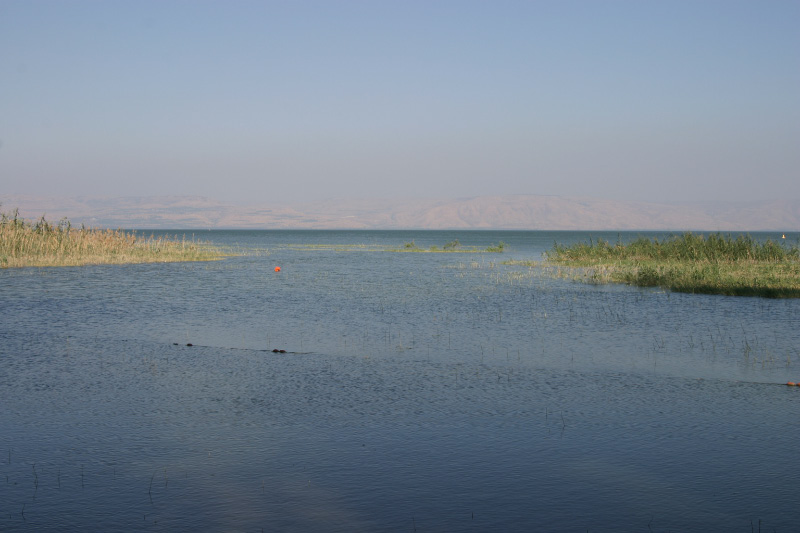
Betsaida es troba a la vora del llac de Tiberíades o Mar de Galilea

Betsaida Julias era una ciutat a l'est del riu Jordà, en un "lloc desert" (o sia sense cultivar i usat per a pasturar) possiblement on Jesús (segons l'Evangeli de Marc 6:32 i de Lluc 9:10) hauria fet el miracle dels pans i els peixos per alimentar una gernació que el seguia. Betsaida va ser reanomenada, cap a l'any 30, Julias, en honor de Lívia Drusil·la, l'esposa de Cèsar August. Després va passar a ser un Tell (un munt de runes d'interès arqueològic). Hi ha altres opinions sobre la ubicació antiga de Betsaida: el-Araj i El-Mesydiah.
A Betsaida de Galilea hi visqueren segons l'Evangeli de Joan, l'Apòstol Felip, Andreu apòstol, Sant Pere (qui també consta que hi va néixer) i potser també Sant Jaume el Major i l'Apòstol Joan. La casa d'Andreu i Pere sembla no haver estat gaire lluny de la sinagoga de Cafarnaüm (segons els Evangelis de Mateu i de Marc). Com en el cas de la Betsaida Julias no s'han trobat restes amb el nom de la població.